# 응우옌푹미엔르엉
응우옌푹미엔르엉(베트남어: Nguyễn Phúc Miên Lương / 阮福綿㝗 완복면량, 1826년 2월 27일 ~ 1863년 8월 24일)은 응우옌 왕조의 황족이다. 민망 황제의 31번째 아들로, 생모는 여빈(麗嬪) 응우옌티투이쭉(阮氏翠竹)이다.

## 생애
민망 7년 음력 1월 21일(1826년 2월 27일), 후에 황성에서 태어났다. 성격이 염담(恬淡)하였고, 학업에도 성취함이 있었다.
민망 21년(1840년) 음력 1월, 산정군공(베트남어: Sơn Tĩnh Quận Công / 山靜郡公)으로 봉해졌다.
뜨득 16년 음력 7월 11일(1863년 8월 24일), 사망하니 향년 38세였다. 시호를 화후(和厚)라 하였고, 트어티엔부 흐엉투이현 끄찐총(居正總) 즈엉쑤언사(楊春社)에 장사지냈다. 흐엉투이현 안끄우총(安舊總) 안끄우사(安舊社) 서쪽에 사당을 세우고 제사를 지냈다.

## 자녀
아들 7명과 딸 11명을 두었다. 후예들은 우(雨) 자부(字部)를 하사받고 그에 따라 이름을 지었다.

### 아들
- 첫째 응우옌푹홍딘(베트남어: Nguyễn Phúc Hồng Đình / 阮福洪霆 완복홍정) - 기외후(畿外侯)를 습봉하였다.
  - 손자 응우옌푹응롱(베트남어: Nguyễn Phúc Ưng Long / 阮福膺霳 완복응륭) - 봉국경(奉國卿)을 습봉하였다.

## 참고 문헌
- 《완복족세보(阮福族世譜)》
- 《대남식록》정편(正編) 열전(列傳) 2집(二集) 권6(卷六)